# Xalatlaco
Xalatlaco är en kommunhuvudort i Mexiko.   Den ligger i kommunen Xalatlaco och delstaten Mexiko, i den sydöstra delen av landet, 40 km sydväst om huvudstaden Mexico City. Xalatlaco ligger 2 770 meter över havet och antalet invånare är 13 663.
Terrängen runt Xalatlaco är varierad, och sluttar brant västerut. Runt Xalatlaco är det tätbefolkat, med 356 invånare per kvadratkilometer. Närmaste större samhälle är San Mateo Atenco, 15,2 km nordväst om Xalatlaco. Trakten runt Xalatlaco består till största delen av jordbruksmark.